# Стронгиловуни
Стронгиловуни (на гръцки: Στρογγυλοβούνι), още Стурнари или Гакеика (Στουρνάρι, Γακαίικα) е армънско село в Мала Влахия, дем Ксиромеро, Гърция.
Намира се на 22 км от Астакос. Сред забележителностите на селото е параклисът „Свети Николай“ от XVII век.